# 藁谷哲也
藁谷 哲也（わらがい てつや）は地理学者。日本大学教授。元日本地形学連合会長。理学博士。

## 経歴
東京都生まれ。1980年日本大学文理学部卒業。1987年日本大学大学院理工学研究科博士後期課程地理学専攻修了。1987年日大理学博士。2006年日本大学教授。2006年日本大学大学院理工学研究科教授。2012年日本大学地理学会会長。2017年日本地形学連合会長。2019年日本学術会議連携会員。